# Талаван
Талаван (ісп. Talaván) — муніципалітет в Іспанії, у складі автономної спільноти Естремадура, у провінції Касерес. Населення — 922 особи (2010).
Муніципалітет розташований на відстані близько 230 км на захід від Мадрида, 27 км на північ від Касереса.

## Демографія
Динаміка населення (INE ):

## Галерея зображень

Герб муніципалітету Талаван
Прапор
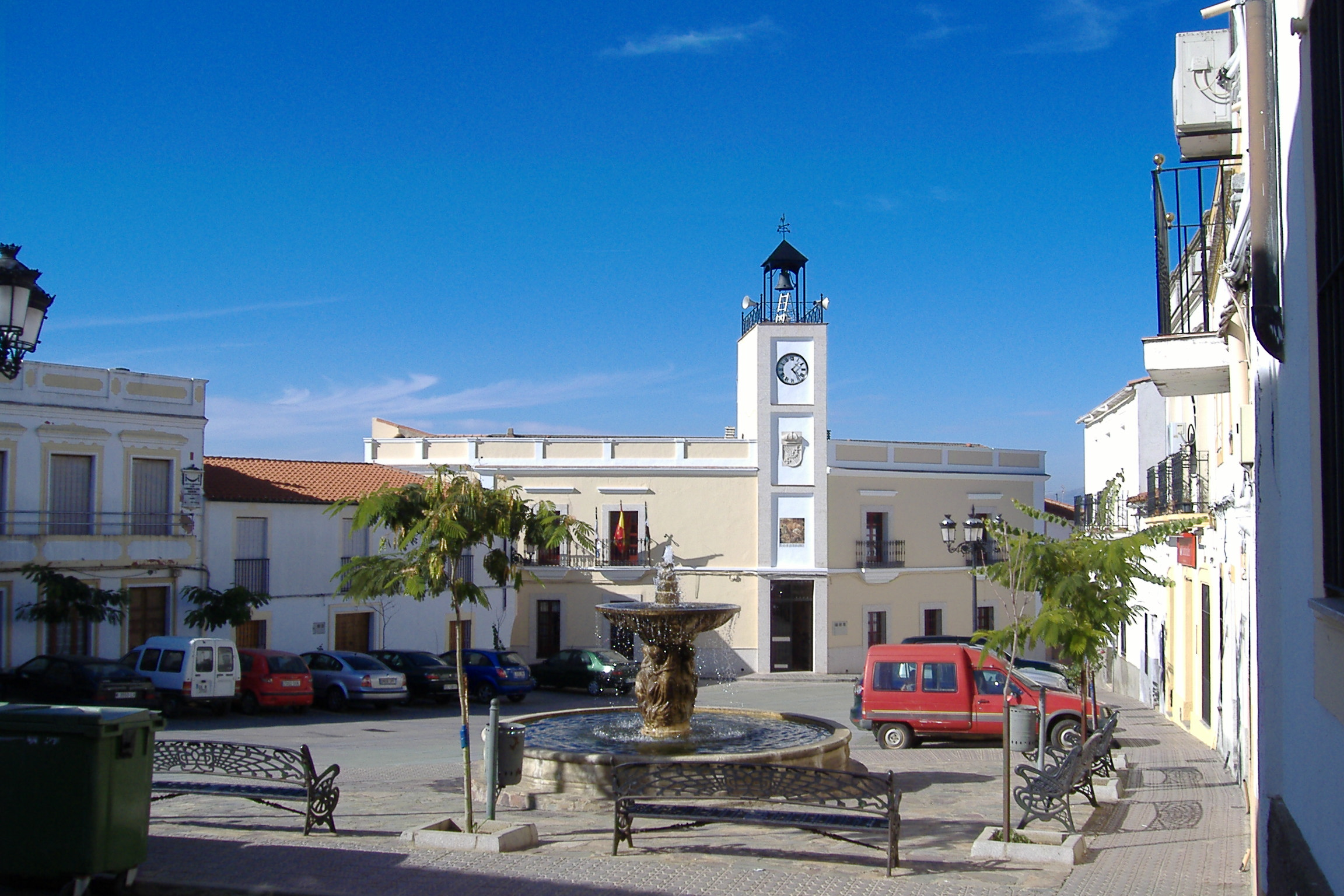
Пласа-де-лос-Еррадорес і муніципальна рада